# 海棠花
海棠花（学名：Malus spectabilis）别名海棠，是蔷薇科苹果属的植物，是中国的特有植物。

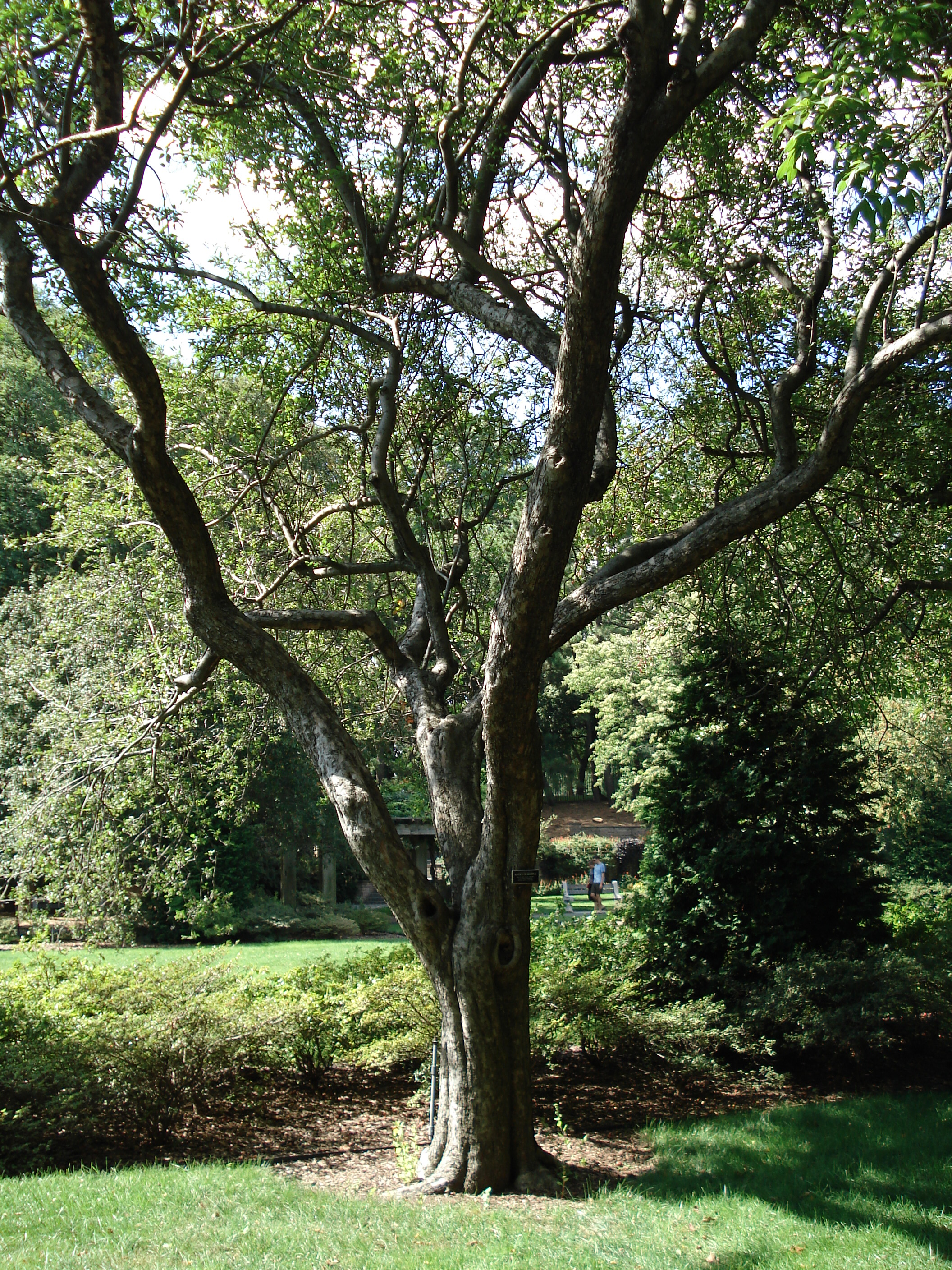

## 形态
落叶乔木。椭圆状长椭圆形叶子，有紧贴的锯齿；春季开花，未开放时为深红色，开后为淡红色；果实近似球形，直径约2厘米。可食,带酸味道。做糖煮、蜜饯、冰糖葫芦。

## 分布

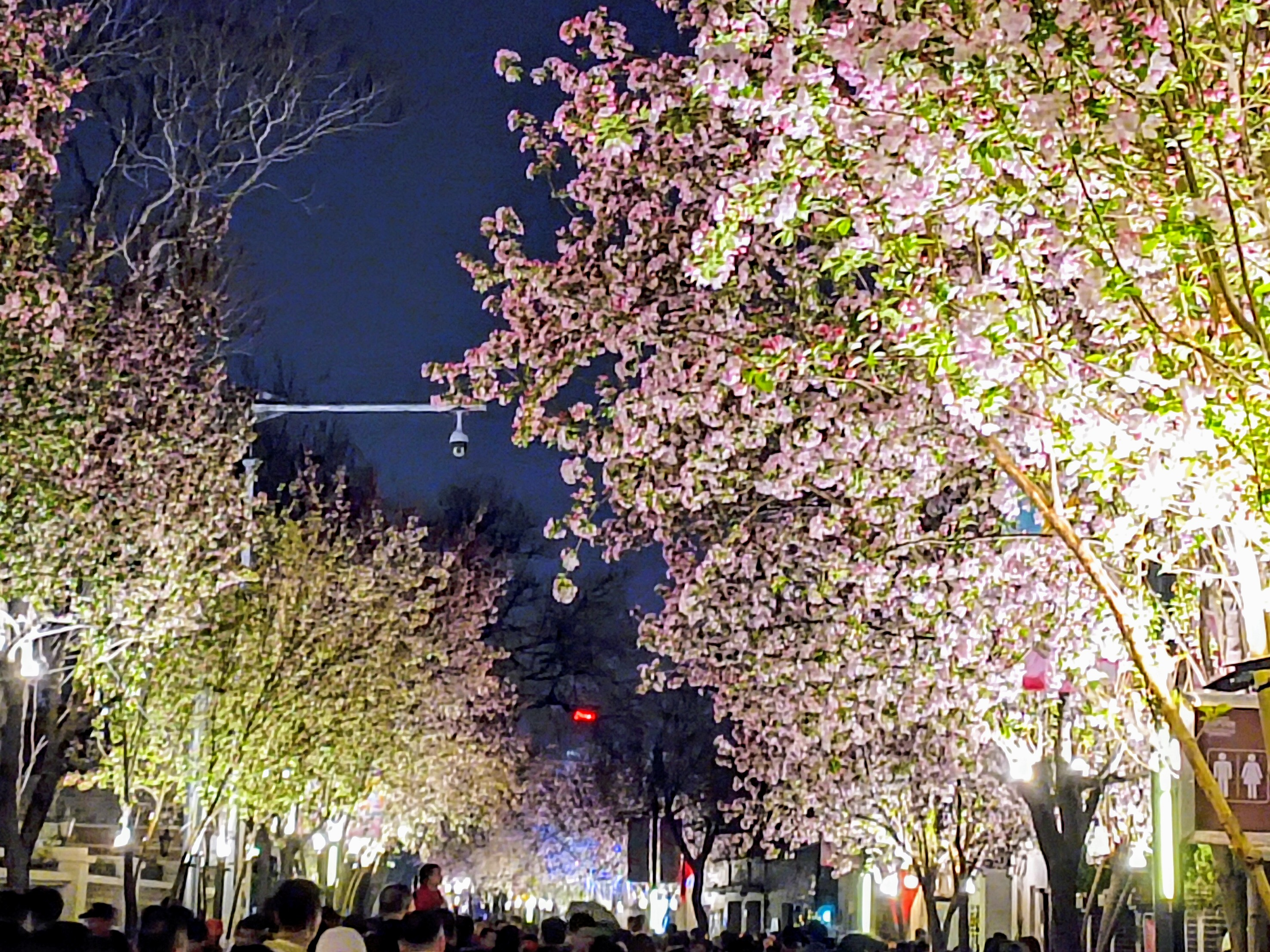
天津五大道的海棠花节夜景

分布于中国大陆的云南、山东、河北、陕西、江苏、浙江等地，生长于海拔50米至2,000米的地区，一般生于平原和山地，目前已由人工引种栽培。